# Molguloides mollis
Molguloides mollis är en sjöpungsart som beskrevs av Monniot 1991. Molguloides mollis ingår i släktet Molguloides och familjen kulsjöpungar. Inga underarter finns listade i Catalogue of Life.